# Aziz Khalouta
Abdelaziz "Aziz" Khalouta (sinh ngày 8 tháng 8 năm 1989) là một cầu thủ bóng đá người Hà Lan-Maroc thi đấu cho đội bóng tại Botola Moghreb Tétouan.